# Mihai Velceleanu
Mihai Velceleanu (n. 1810, Ramna, Caraș-Severin, România – d. 1872) a fost un pictor academist și profesor român din Banat care a înființat în anul 1831 o școală de pictură în atelierul său de la Bocșa Montană. Înființarea acesteia s-a produs după un an de la crearea primei catedre de desen la Colegiul Sfântul Sava de la București al cărui prim profesor a fost Carol Wallenstein de Vella și în paralel cu deschiderea Școlii de zugrăvie de pe lângă Episcopia Buzăului.

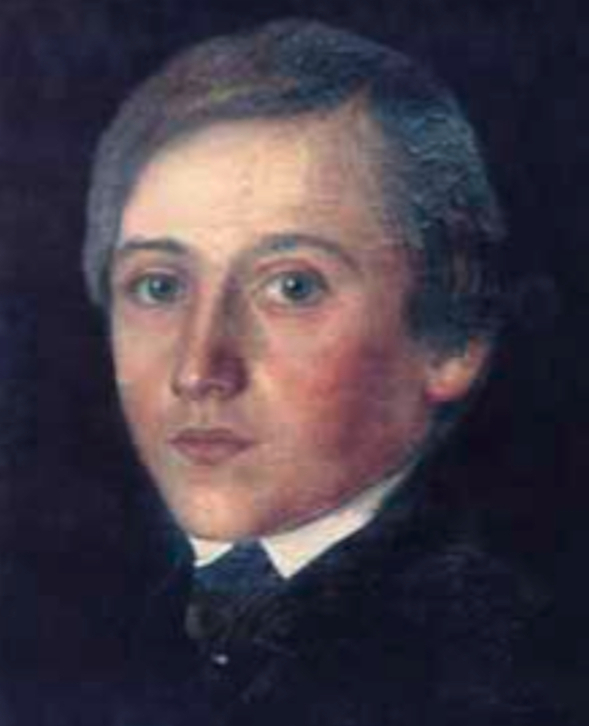
Autoportret

Mihai Velceleanu a fost figura cea mai reprezentativă a Centrului de la Bocșa, el fiind primul pictor din Banat despre  care se știe  că  ar  fi  învățat pictura laică în școli apusene. Datele biografice care se știu astăzi despre  viața  pictorului sunt  sporadice. Cercetările  de  arhivă  au scos la iveală doar anumite datări ale  unor  momente  din viața lui,  fapt pentru care nu i se cunoaște anul nașterii și data decesului se situează, probabil, undeva în jurul anului 1871. Se presupune că anii copilăriei și cei ai adolescenței și i-ar fi petrecut la Bocșa, de unde, determinat de un conflict familial a fugit  de  acasă,  dispărând  timp  de  trei  ani,  timp  în  care se crede că ar fi frecventat  școli  apusene  de  pictură, posibil Academia  de  Arte  Frumoase  din  München,   între anii 1821 și 1923, fără ca să existe vreo însemnare documentară în acest sens. Singura excepție este evidența șederii sale la München. În colecția   Muzeului   Banatului, provenind   din   donația unui nepot al pictorului, se află lucrarea intitulată Autoportret. Acest portret se bănuiește că ar fi fost realizat în  perioada prezenței sale la  München, argumentul de natură stilistică fiind costumul reprezentat și  înfățișarea sa occidentală.
Bocșa Montană avea deja o tradiție în  arta picturii deoarece încă din secolul al XVIII-lea a fost înființată aici o școală de pictură de către diaconul Vasile Diaconovici Loga, bunicul pedagogului Constantin Diaconovici Loga. Veleceanu a fost un continuator și a executat aici diferite comenzi de pictură bisericească, icoane pe lemn sau pânză, steaguri și pictură murală. El a fost considerat un reformator al artei din Banat. L-a avut elev pe Filip Matei, care și-a deschis și el un atelier la Bocșa  ce era frecventat de ucenici și parteneri ca Nicolae Popescu, Gheorghe Marișescu, Ștefan Lazăr, Iosif Liuba, Nicolae Popovici, Mihai Spineanu, Iosif Matei și Ioan Zaicu. Filip Matei a colaborat cu pictorii Nicolae Popescu și Mihail Velceleanu.
Deși a asimilat și a adaptat unele elemente occidentale în reprezentarea  iconografică, el s-a despărțit de tradiția bizantină, pictura sa  bisericească  rămânând tributară stilului tradițional. Acest fapt denotă poate și nevoia artistului de a se adapta la gusturile artistice ale comanditarilor. Una din cele mai reprezentative biserici unde se poate vedea câte ceva din pictura originală pe care a făcut-o Velceleanu în acele timpuri, este cea din Câlnic pe care a pictat-o în anul 1841. Tradiția orală spune despre un mare număr de biserici pe care pictorul bănățean le-ar fi pictat, dar dintre toate, exceptând-o pe cea din Câlnic, doar în biserica din Cornea s-a mai păstrat o mare parte din pictura originală. Până nu demult pictura era prezentă pe absidă și pe pereții navei bisericii.
Mihai Veleceanu, împreună cu Filip Matei (pe post de ucenic), Lazăr Gherdanovici și Nicolae Marișescu, a pictat biserica ortodoxă din Ramna, Caraș-Severin. Mihail Velceleanu, împreună cu Lazăr Gherdanovici, a pictat biserica din Lugoj.
Biserica din Ohaba a fost pictată în 1854 de Mihai Velceleanu, pictura a fost refăcută de B. Delliomini și Simonici în 1913 și a fost restaurată în 1966. Restaurarea picturii a fost efectuată în  1984 de V. Țigu și în 1994 de Ioan Burdea. Din pictura lui M. Velceleanu se remarcă trei medalioane: „Maica Domnului”, „Jertfa lui Noe” și „Jertfa lui Adam”.